# Encefalite giapponese
L'encefalite giapponese è un'infezione riscontrata in tutto il Sud Est asiatico (maggiormente nei paesi come Cambogia, Cina, Filippine, India e Indonesia), nonché nell'Estremo Oriente. Si tratta della tipologia più comune di encefalite virale epidemica.
Il rischio di sviluppare la malattia include gli individui, nati in luoghi diversi da quelli asiatici, che per un qualunque motivo scelgono di trasferirsi in quelle zone.
La trasmissione agli esseri umani può provocare gravi sintomi. Tra i vettori più importanti di questa malattia ci sono le zanzare del genere Aedes e Culex, in particolare  Culex tritaeniorhynchus e Culex vishnui che depongono le uova nelle risaie e altri specchi di acqua, con maiali e uccelli acquatici come principali animali ospiti.

## Epidemiologia
L'encefalite giapponese (JE) è la principale causa di encefalite virale in Asia. Sono stimati circa 50 000-175 000 casi ogni anno. Il tasso di mortalità varia da meno dell'1% ad oltre il 60% e varia a seconda della popolazione e dell'età. Nelle aree endemiche l'incidenza e la mortalità sono particolarmente alte nella fascia di età tra 0 e 15 anni. I residenti delle zone rurali in aree endemiche sono i soggetti a più alto rischio. Raramente casi di encefalite giapponese si verificano in aree urbane.
I paesi che in passato hanno registrato grandi epidemie, controllate prevalentemente con campagne di vaccinazione, sono: Cina, Taiwan, Corea, Giappone e Thailandia. Altri paesi che hanno ancora epidemie periodiche comprendono Vietnam, Cambogia, Myanmar, India, Nepal e Malaysia.
Casi rari e sporadici si sono verificati anche nel nord Australia, nelle isole dello stretto di Torres, ed in alcuni paesi del Pacifico occidentale.
La diffusione del virus in Australia è fonte di particolare preoccupazione per la Sanità australiana l'introduzione nella regione, dal continente asiatico, della zanzara: Culex gelidus, un potenziale vettore del virus.

La malattia è diffusa soprattutto nelle zone rurali e suburbane dove la coltura del riso e l'allevamento di suini coesistono. Gli esseri umani, i bovini e i cavalli sono ospiti finali della malattia, che clinicamente si manifesta come un'encefalite fatale. Il maiale funge da serbatoio che amplifica la malattia e ha un ruolo molto importante nell'epidemiologia. 
L'infezione nei suini è asintomatica, tranne che nelle scrofe gravide. In queste ultime infatti l'aborto e anomalie fetali sono conseguenze piuttosto comuni.

## Eziologia
La causa di tale diffusione è un virus endemico appartenente al genere Flavivirus: Virus dell'encefalite giapponese (JEV), che viene trasmesso all'uomo con la puntura di zanzare.

### Virologia
Il JEV è un virus della famiglia dei Flaviviridae, uno dei 9 virus geneticamente e antigenicamente parte del sierocomplesso dell'encefalite giapponese, alcuni dei quali particolarmente gravi nei cavalli, e quattro noti per infettare l'uomo, incluso il virus del Nilo occidentale. Il capside virale è strettamente correlato al virus del Nilo occidentale e al virus dell'encefalite di Saint-Louis. Il genoma dell'RNA a filamento singolo a senso positivo è impacchettato nel capside. L'involucro esterno è formato da proteine dell'involucro. Il genoma codifica anche diverse proteine non strutturali (NS1, NS2a, NS2b, NS3, N4a, NS4b, NS5). NS1 è prodotto anche come forma di secrezione. L'NS3 è un'elicasi e l'NS5 è la polimerasi virale. È stato notato che l'encefalite giapponese infetta il lume del reticolo endoplasmatico (ER) e accumula rapidamente quantità sostanziali di proteine virali.

## Segni e sintomi
Il virus dell'encefalite giapponese (JEV) ha un periodo di incubazione da 2 a 26 giorni. La stragrande maggioranza delle infezioni è asintomatica: solo 1 su 250 infezioni si sviluppa in encefalite.
Grave rigidità può segnare l'insorgenza di questa malattia nell'uomo. Febbre, mal di testa e malessere sono altri sintomi non specifici di questa malattia che possono durare per un periodo tra 1 e 6 giorni. I segni che si sviluppano durante la fase encefalitica acuta includono rigidità del collo, cachessia, emiparesi, convulsioni e aumento della temperatura corporea tra 38–41 °C. Il ritardo mentale è una grave conseguenza.
La mortalità di questa malattia varia ma è generalmente più elevata nei bambini. È stata descritta la diffusione transplacentare. Difetti neurologici permanenti come sordità, labilità emotiva ed emiparesi possono verificarsi in coloro che hanno avuto un coinvolgimento del sistema nervoso centrale. In casi noti, alcuni effetti includono anche nausea, mal di testa, febbre e vomito.
È stato scoperto che un aumento dell'attivazione microgliale dopo l'infezione da encefalite giapponese influenza l'esito dell'encefalite. Le microglia sono le cellule immunitarie residenti del sistema nervoso centrale (SNC) e svolgono un ruolo critico nella difesa dell'ospite contro i microrganismi invasori. Le microglia attivate secernono citochine, come l'interleuchina-1 (IL-1) e il fattore di necrosi tumorale alfa (TNF-α), che possono causare effetti tossici nel cervello. Inoltre, altri fattori solubili come neurotossine, neurotrasmettitori eccitatori, prostaglandine, ossigeno reattivo e specie di azoto vengono secreti dalle microglia attivate.
In un modello murino dell'Encefalite giapponese, si è scoperto che nell'ippocampo e nello striato, il numero di microglia attivate era più alto che in qualsiasi altra parte del cervello seguito da quello nel talamo. Nella corteccia, il numero di microglia attivate era significativamente inferiore rispetto ad altre regioni del cervello del topo. È stata anche osservata un'induzione complessiva dell'espressione differenziale di citochine proinfiammatorie e chemochine da diverse regioni del cervello durante una progressiva infezione da encefalite giapponese.
Sebbene l'effetto netto dei mediatori proinfiammatori sia di uccidere gli organismi infettivi e le cellule infette, nonché di stimolare la produzione di molecole che amplificano la crescente risposta al danno, è anche evidente che in un organo non rigenerante come il cervello, un innato disregolato la risposta immunitaria sarebbe deleteria. Nell'Encefalite giapponese la stretta regolazione dell'attivazione della microglia sembra essere alterata, causando un ciclo di attivazione della microglia che può portare a danni neuronali permanenti. Negli animali, i segni chiave includono infertilità e aborto nei suini, malattie neurologiche nei cavalli e segni sistemici tra cui febbre, letargia e anoressia.

## Diagnosi
L'encefalite giapponese viene diagnosticata mediante test disponibili in commercio che rilevano gli anticorpi IgM specifici del virus JEV nel siero e / o nel liquido cerebrospinale, ad esempio mediante ELISA che lega le IgM.
Gli anticorpi IgM anti-virus JE sono di solito rilevabili da 3 a 8 giorni dopo l'insorgenza della malattia e persistono da 30 a 90 giorni, ma è stata documentata una persistenza più lunga. Pertanto, gli anticorpi IgM positivi possono occasionalmente riflettere un'infezione o una vaccinazione passate. Il siero raccolto entro 10 giorni dall'esordio della malattia potrebbe non avere IgM rilevabile e il test deve essere ripetuto su un nuovo campione. Per i pazienti con anticorpi IgM anti-virus JE, devono essere eseguiti test anticorpali di conferma.
I test di conferma negli Stati Uniti sono disponibili solo presso CDC e alcuni laboratori di riferimento specializzati. In casi fatali, possono essere utili l'amplificazione dell'acido nucleico e la coltura virale dei tessuti autopsici. L'antigene virale può essere mostrato nei tessuti mediante colorazione indiretta fluorescente dell'anticorpo.

### Diagnosi differenziale
Le infezioni virali da considerare nelle diagnosi differenziali dell'encefalite giapponese includono:
- Malattie arbovirali (virus del Nilo occidentale, encefalite della valle del Murray)
- Infezione da virus nipah
- Encefalite californiana
- Infezione da Enterovirus
- Herpes simplex
- Febbre dengue

Le infezioni batteriche da considerare nelle diagnosi differenziali dell'encefalite giapponese includono:
- Ascesso cerebrale focale piogenico
- Meningite tubercolare
- Meningite da micoplasma
- ehrlichiosi
- Tifo
- Tubercolosi
- Febbre delle Montagne Rocciose

Infezioni fungine, toxoplasmosi e malaria dovrebbero essere prese in considerazione nelle diagnosi differenziali.
Le condizioni non infettive da considerare nelle diagnosi differenziali dell'encefalite giapponese includono:
- Lupus eritematoso del SNC
- Tumori del SNC (non metastatici)
- Malattie cerebrovascolari

## Trattamento
Non esiste un trattamento specifico per l'encefalite giapponese e il trattamento è di supporto, con l'assistenza fornita per l'alimentazione, la respirazione o il controllo delle crisi epilettiche. La pressione intracranica aumentata può essere gestita con mannitolo. Non c'è trasmissione da persona a persona e quindi i pazienti non devono essere isolati.
Una svolta nel campo della terapia dell'encefalite giapponese è l'identificazione del coinvolgimento del recettore dei macrofagi nella gravità della malattia. Un recente rapporto di un gruppo indiano dimostra il coinvolgimento del recettore dei monociti e dei macrofagi CLEC5A nella risposta infiammatoria grave nell'infezione da encefalite giapponese del cervello. Questo studio trascrittomico fornisce un'ipotesi di neuro-infiammazione e una nuova proposta terapeutica contro l'encefalite giapponese.

## Prevenzione
Il modo più efficace per prevenire l'infezione da virus dell'encefalite giapponese è prevenire le punture di zanzara. Le zanzare possono pungere di giorno e di notte. È utile adottare repellenti per insetti, indossare camicie e pantaloni a maniche lunghe, trattare indumenti e attrezzature.

### Profilassi specifica
A partire dal 2009 in Italia e nell'Unione europea è disponibile un vaccino che si basa su un ceppo SA14-14-2 coltivato su linee cellulari Vero. Nei soggetti adulti la vaccinazione primaria prevede la somministrazione di due dosi separate da 0,5 ml ciascuna, la prima dose il giorno 0 e la seconda dose il giorno 28. Si consiglia una terza dose di richiamo a 12 mesi, e comunque entro i 2 anni dall'immunizzazione primaria, prima di esporsi nuovamente a possibile contagio da JE virus in zona endemica. A causa di mancanza di studi adeguati sulla sicurezza ed efficacia il vaccino non viene raccomandato per l'uso in età pediatrica.
Se ne consiglia la somministrazione per via intramuscolare, nel muscolo deltoide, poiché la somministrazione sottocutanea comporta una risposta non ottimale al vaccino.